# ألبرت وولف (كاتب)
ألبرت وولف (بالفرنسية: Albert Wolff؛ بالألمانية: Albert Wolff) هو صحفي وكاتب مسرحي وكاتب ألماني وفرنسي، ولد في 31 ديسمبر 1825 في كولونيا في ألمانيا، وتوفي في 22 ديسمبر 1891 في باريس في فرنسا.